# Тупорылые крокодилы
Тупорылые крокодилы (лат. Osteolaemus) — род пресмыкающихся из семейства настоящих крокодилов. Включает два самых маленьких вида этого семейства, которые, наравне с гладколобыми кайманами, являются самыми маленькими представителями отряда крокодилов. Широко распространены в пресноводных водоёмах Западной Африки.

## Внешний вид
Размер взрослых тупорылых крокодилов обычно не превышает 1,5 м, максимальная зарегистрированная длина составляет 1,9 м. Окраска чёрная, на животе жёлтая с чёрными пятнами. У молодых особей как правило имеются светло-коричневые полосы на спине и боках и жёлтые пятна на голове. Из-за небольших размеров представители рода подвергаются повышенной опасности со стороны хищников, в результате они имеют хорошо бронированные бока, шею и хвост по сравнению с другими крокодилами.
Своё название тупорылые крокодилы получили благодаря короткой тупой морде, похожей на морду гладколобых кайманов. Такое сходство возникло, по-видимому, благодаря тому, что оба рода занимают одинаковые экологические ниши. Челюсти тупорылых крокодилов содержат 60—64 зуба.

## Образ жизни
Тупорылые крокодилы — скрытные и робкие животные, ведут ночной образ жизни. Питаются главным образом позвоночными и крупными беспозвоночными (улитками), могут поедать падаль. Охотятся обычно в воде или на берегу, но в дождливое время заходят далеко от берега. Роют довольно большие норы, в которых прячутся большую часть дня. Норы часто имеют вход, расположенный ниже уровня воды. Если нет подходящих условий для того, чтобы вырыть нору, могут прятаться в корнях прибрежных деревьях.
Самки крокодилов строят гнёзда и откладывают яйца в мае—июне, с началом дождливого сезона. Гнёзда обычно состоят из гниющего влажного растительного материала, который позволяет поддерживать стабильную повышенную температуру внутри гнезда. Обычно откладывается около 10 яиц, в редких случаях до 20. Период инкубации составляет 85—105 дней. Размер только что вылупившихся детёнышей составляет в среднем 28 см. Мать охраняет гнездо в период инкубации и детёнышей в период времени, пока они подвергаются максимальной опасности со стороны хищников (птиц, рыб, млекопитающих и рептилий, включая другие виды крокодилов).
Тупорылые крокодилы — малоизученный род крокодилов, воздействие человека на состояние популяции также мало исследовалось. Хотя на них ведётся охота из-за мяса и кожи, кожа считается низкокачественной и не пользуется большим спросом. По некоторым данным, численность медленно сокращается из-за экологического давления человека, но опасность для этого вида ниже, чем для других крупных животных. Поэтому специальных программ по сохранению тупорылых крокодилов не разрабатывалось.

## Виды
Род подразделяется на два вида:
- Тупорылый крокодил (Osteolaemus tetraspis)
- Конголезский тупорылый крокодил (Osteolaemus osborni)

Второй считался до 1961 года отдельным видом (Osteoblepharon osborni или Osteolaemus osborni), затем был признан подвидом Osteolaemus tetraspis. Однако последующие исследования дали основания снова считать его отдельным видом.
Конголезский тупорылый крокодил обитает в бассейне реки Конго, питается в основном рыбой. В засушливый сезон ест значительно меньше, включая в рацион ракообразных и других беспозвоночных. Его окраска обычно более тёмная и равномерная.

## Галерея

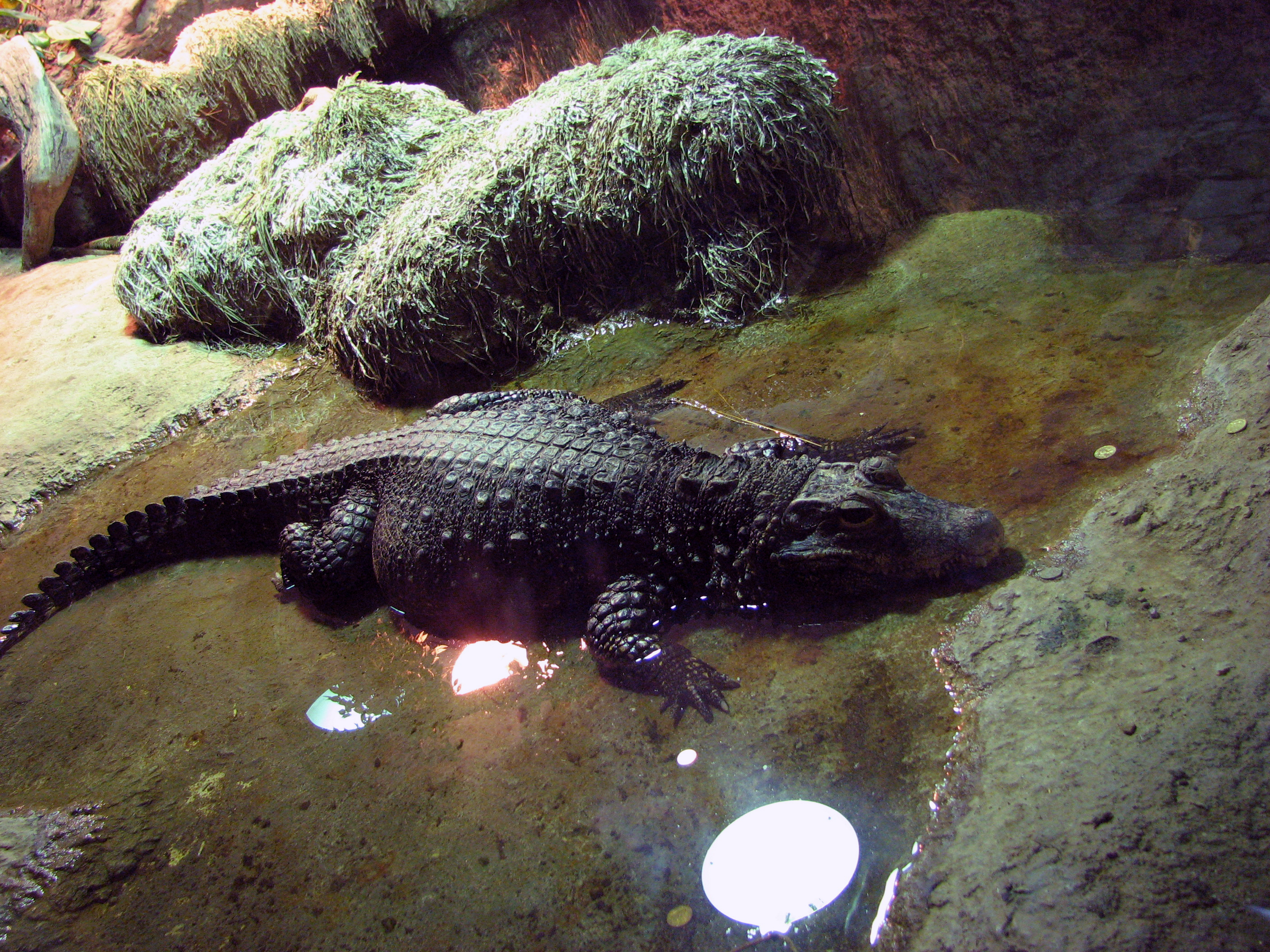
Тупорылый крокодил в Московском зоопарке
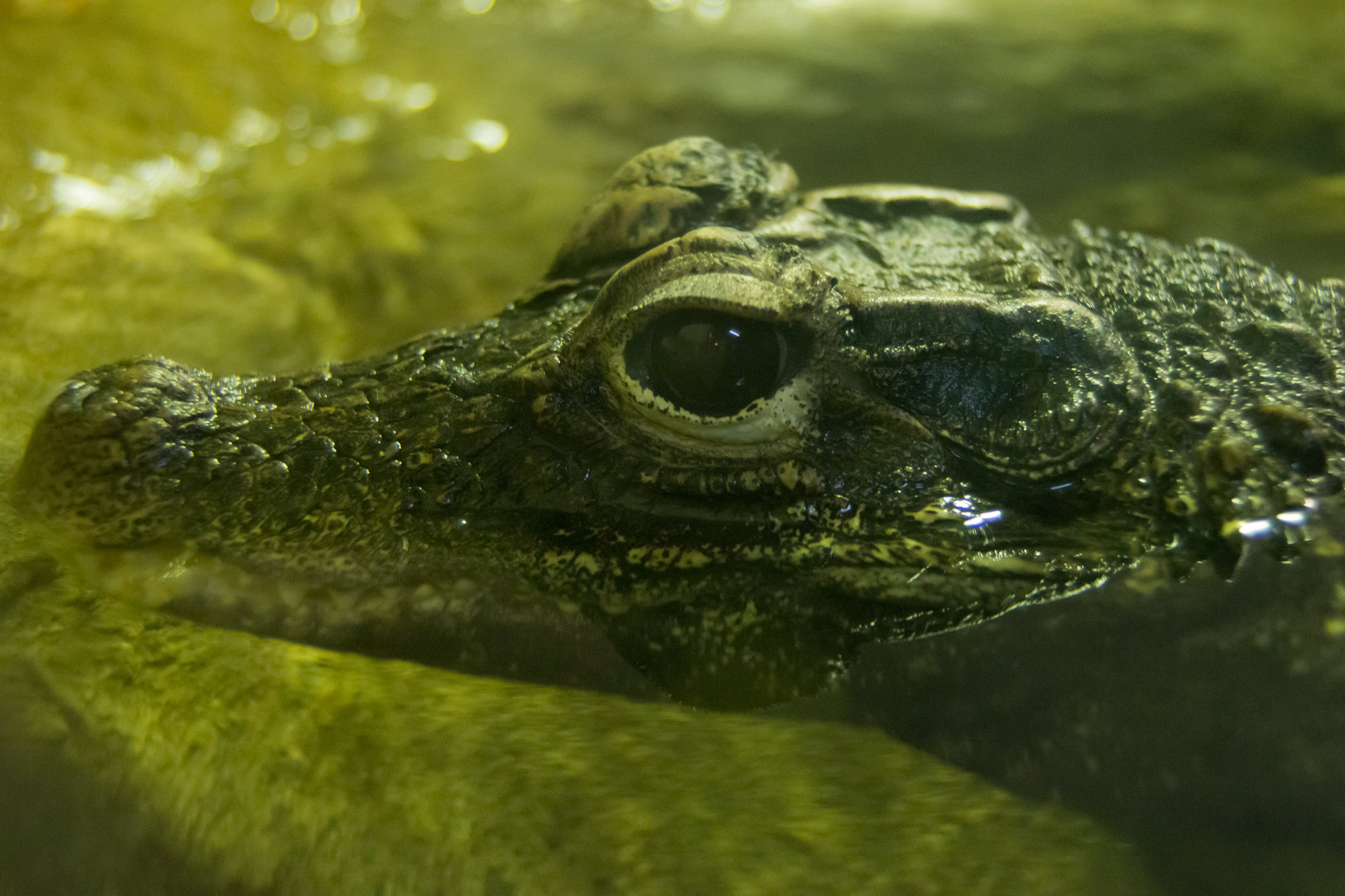
Тупорылый крокодил в Московском зоопарке
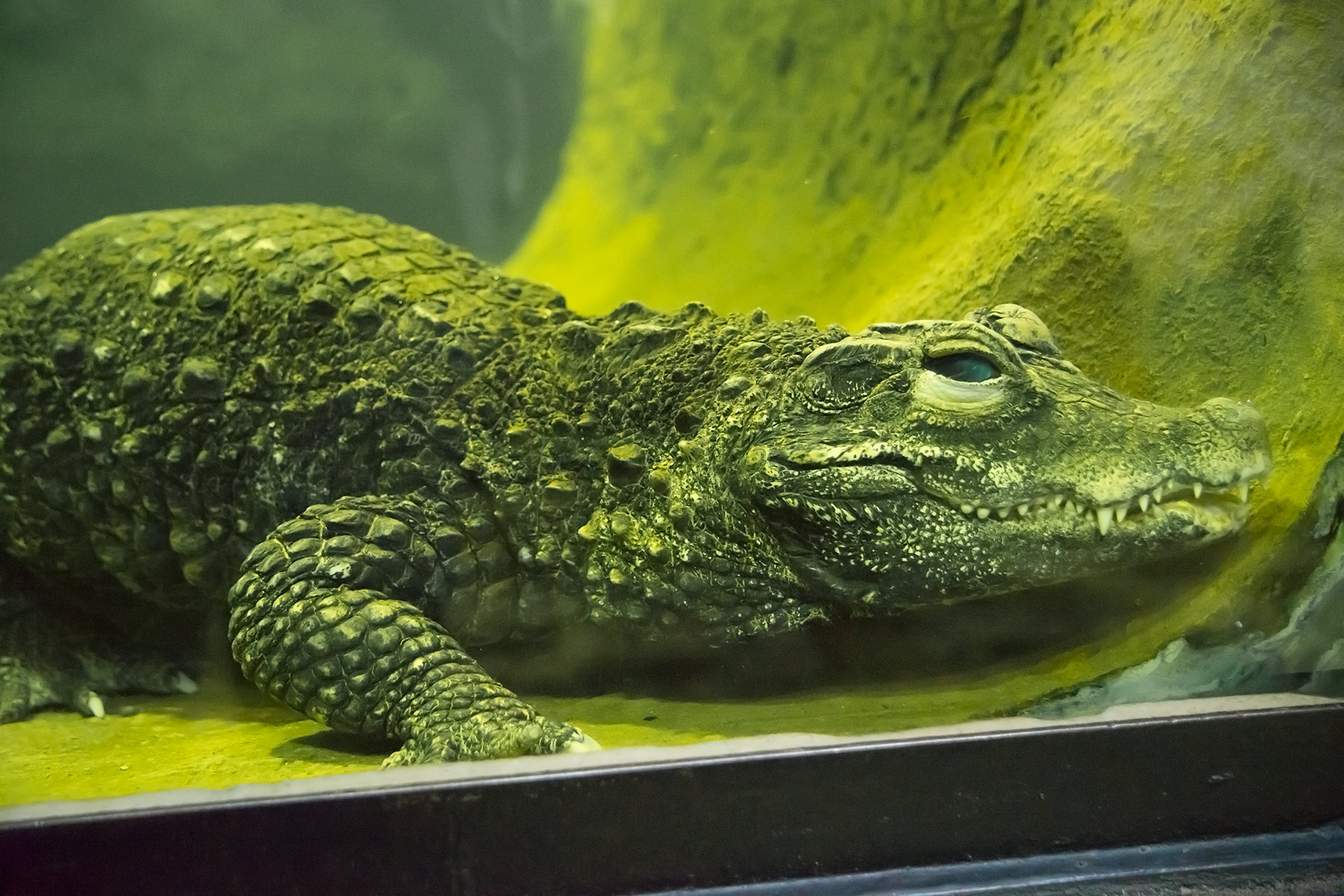
Тупорылый крокодил в Московском зоопарке